# Parafia Nawiedzenia Najświętszej Maryi Panny w Hopowie
Parafia Nawiedzenia Najświętszej Maryi Panny w Hopowie – rzymskokatolicka parafia w Hopowie. Należy do dekanatu kartuskiego znajdującego się w diecezji pelplińskiej. Erygowana w 1975 roku. 
Świątynią parafialną jest kościół pw. Nawiedzenia Najświętszej Maryi Panny z 1913 (dawny ewangelicki).

## Proboszczowie
- ks. Zbigniew Kostewicz (?–2024)[4]
- ks. Marcin Massowa (2024– )[1]

## Obszar parafii
Do parafii należą wsie: Egiertowo, Hopowo, Kamela, Sarni Dwór-Leśniczówka, Wyczechowo.